# The Score (Band)
The Score ist eine US-amerikanische Indie-Pop-Band, die 2015 in New York City gegründet wurde. Die Gruppe besteht aus Eddie Anthony (Gesang, Gitarre), Chris Coombs (Gitarre), Logan Baldwin (Schlagzeug) und Edan Dover (Keyboard, Produzent). Sie wurden 2015 bei Republic Records unter Vertrag genommen, nachdem ihr Song Oh My Love in einer Werbekampagne für Asda Supermärkte vorgestellt wurde.

## Geschichte

### 2015:Oh My Love
The Score erlangte Anfang 2015 Anerkennung, als die britische Supermarktkette Asda (im Besitz von Walmart) ihren Track Oh My Love in einer großen Werbekampagne mit dem Titel „Save Money, Live Better“ verwendete. Laut Asda war der Grund, warum sie das Lied ausgewählt haben, darauf zurückzuführen, dass „sie unsigniert und unbekannt waren“.
Die Platzierung des Songs in der Werbung verhalf The Score zu einem Aufstieg in der Öffentlichkeit und Oh My Love erreichte im Juli 2015 die Nummer 43 der britische Singlecharts. Im selben Jahr wurde der Titel der am häufigsten entdeckte Song des Musikidentifizierungsdienstes Shazam. Das Lied erschien auch in dem 2015 erschienenen Film  Alvin und die Chipmunks: The Road Chip.
Nach dem Erfolg von Oh My Love unterschrieb The Score einen Vertrag mit Republic Records. Im September 2015 veröffentlichten sie ihre Debüt-EP, Where Do You Run. Ein Song dieser EP, On and On, wurde im Frühjahrs-Programm für HBO vorgestellt.

### 2016:Unstoppable
Nachdem The Score in den sozialen Medien angekündigt hatte, dass eine neue EP veröffentlicht wird, veröffentlichte The Score offiziell die Single Unstoppable am 23. September 2016. Der Song wurde später im Film  Power Rangers vorgestellt. Im Jahr 2017 wurde Unstoppable auch als Titelsong für das Main Event der World Series of Poker verwendet, das ab dem 8. Juli live auf ESPN2 und Poker Central gestreamt wurde. Im Jahr 2018 wurde das Lied in Werbekampagnen für den Jeep Grand Cherokee verwendet. Unstoppable wurde auch in einem von  Dude Perfect produziertem Video mit dem Titel Water Bottle Flip Edition | Dude Perfect, welches am 18. Juli 2016 veröffentlicht wurde, verwendet.

### 2017–2018:Myths & Legends,Atlasund Singles
The Score veröffentlichte am 14. April 2017 eine EP namens Myths & Legends mit den neuen Songs Higher und Miracle. Am 8. September veröffentlichten sie Never Going Back als die erste Single ihres Debütalbums Atlas, das am 13. Oktober veröffentlicht wurde. Als Teil dieses Albums wurden Songs wie Shakedown, Who I Am, Strange, Only One, Believe und Tightrope veröffentlicht.
Der Song Legend wurde als Soundtrack für die NHL 18 am 17. September 2017 veröffentlicht.
2018 war die Band, die Vorgruppe der Band Echosmith, um ihre Inside A Dream Tour zu promoten. Im Herbst 2018 sollten sie mit besonderen Gästen, The Orphan The Poet und Birthday, auf ihrer Revolutionstour zurückkehren.
Am 29. Juni 2018 veröffentlichte The Score ihre Single Glory. Glory wurde auch in einem Dude Perfect-Video mit dem Titel Model Rocket Battle 2 | Dude Perfect verwendet.
The Score veröffentlichte die Single Stronger am 7. September 2018. Laut ihrem Twitter-Konto bedeutet der Song eine neue Ära für die Band. Das offizielle Musikvideo zu dem Song wurde am 4. Oktober 2018 auf YouTube veröffentlicht.
Am 26. Oktober 2018 veröffentlichte The Score eine weitere neue Single mit dem Titel The Fear.
Higher wurde auch in der Netflix-Originalserie Riverdale in der zweiten Staffel von Episode 22 vorgestellt.

### 2019:Pressure
Am 29. Januar 2019 gab The Score bekannt, dass am 1. Februar 2019 die EP mit dem Titel Pressure erscheinen wird. Auf ihr sind unter anderem die Songs Under The Pressure, Born For This und Dreamin mit dem amerikanischen Rapper Blackbear zu hören. Das Album enthält außerdem die bereits zuvor erschienenen Titel The Fear, Glory und Stronger. Am 28. Mai 2019 erschien die EP Stay.

## Diskografie

### Studioalben
| Jahr | Titel    | Höchstplatzierung, Gesamtwochen, AuszeichnungChartplatzierungen (Jahr, Titel, Platzierungen, Wochen, Auszeichnungen, Anmerkungen) | Höchstplatzierung, Gesamtwochen, AuszeichnungChartplatzierungen (Jahr, Titel, Platzierungen, Wochen, Auszeichnungen, Anmerkungen) | Anmerkungen                            |
| Jahr | Titel    | UK | US | Anmerkungen                            |
| ---- | -------- | --- | --- | -------------------------------------- |
| 2017 | Atlas    | UK— SilberUK | — | Erstveröffentlichung: 13. Oktober 2017 |
| 2020 | Carry On | — | — | Erstveröffentlichung: 28. August 2020  |

### Singles
| Jahr | Titel Album  | Höchstplatzierung, Gesamtwochen, AuszeichnungChartplatzierungen (Jahr, Titel, Album, Platzierungen, Wochen, Auszeichnungen, Anmerkungen) | Höchstplatzierung, Gesamtwochen, AuszeichnungChartplatzierungen (Jahr, Titel, Album, Platzierungen, Wochen, Auszeichnungen, Anmerkungen) | Anmerkungen                            |
| Jahr | Titel Album  | UK | US | Anmerkungen                            |
| ---- | ------------ | --- | --- | -------------------------------------- |
| 2015 | Oh My Love – | UK43 Silber · (11 Wo.)UK | — | Erstveröffentlichung: 10. Februar 2015 |

Weitere Singles
- 2015: White Iverson
- 2016: On and On
- 2016: Unstoppable (US: Platin)
- 2017: Legend (US: Platin)
- 2017: Revolution
- 2017: Miracle
- 2017: Higher
- 2017: Never Going Back (Atlas)
- 2018: Glory
- 2018: Stronger
- 2018: The Fear
- 2019: Bulletproof
- 2020: Best Part
- 2020: The Champion
- 2020: All of Me (feat. Travis Barker)
- 2021: Alarm
- 2021: Big Dreams (feat. Fitz)
- 2022: Enemies

## Auszeichnungen für Musikverkäufe
| Goldene Schallplatte - Brasilien - 2024: für die Single Glory - 2024: für die Single The Fear - 2024: für die Single Legend - Polen - 2024: für das Album Atlas - 2024: für die Single Unstoppable | Platin-Schallplatte - Brasilien - 2024: für die Single Stronger - 2024: für das Lied Born For This - 2024: für die Single Unstoppable |

Anmerkung: Auszeichnungen in Ländern aus den Charttabellen bzw. Chartboxen sind in ebendiesen zu finden.
| Land/RegionAuszeichnungen für Musikverkäufe (Land/Region, Auszeichnungen, Verkäufe, Quellen) | Silber     | Gold     | Platin     | Verkäufe  | Quellen             |
| -------------------------------------------------------------------------------------------- | ---------- | -------- | ---------- | --------- | ------------------- |
| Brasilien (PMB)                                                                              | —          | 3× Gold3 | 3× Platin3 | 200.000   | pro-musicabr.org.br |
| Polen (ZPAV)                                                                                 | —          | 2× Gold2 | —          | 35.000    | olis.pl             |
| Vereinigte Staaten (RIAA)                                                                    | —          | —        | 2× Platin2 | 2.000.000 | riaa.com            |
| Vereinigtes Königreich (BPI)                                                                 | 2× Silber2 | —        | —          | 260.000   | bpi.co.uk           |
| Insgesamt                                                                                    | 2× Silber2 | 5× Gold5 | 5× Platin5 |           |                     |